# William Celling
William Celling (o William Tilly of Selling) (fallecido en 1494) fue un académico benedictino inglés, diplomático y humanista.

## Biografía
Derivó su nombre, según John Leland, de la aldea de Celling, o Selling, a unas dos millas de Faversham, en Kent: Edward Hasted lo asigna a una familia asentada en Selling cerca de Hythe. Parece haber sido un monje de la Iglesia de Cristo, Canterbury; de allí procedió a la Universidad de Oxford, donde se convirtió en miembro del recién fundado All Souls College.
Fue elegido prior de la Catedral de Canterbury, el 10 de septiembre de 1472. Posteriormente, presumiblemente, realizó su primer viaje a Italia: Leland afirma que Celling se familiarizó con Angelo Poliziano (nacido en 1454). Mientras que en el extranjero, Celling recopiló manuscritos en latín y griego, y cuando regresó a Inglaterra los llevó consigo. Entre otras obras había una copia de República de Cicerón, de los Comentarios sobre los Profetas de San Cirilio y San Basilio, y se mencionan especialmente las obras de Sinesio. Para sus manuscritos, restauró la biblioteca sobre la capilla anterior, pero muchos de sus libros fueron destruidos un cuarto de siglo después en un incendio.
Celling era un administrador cuidadoso, despejaba la prioridad de la deuda y realizaba trabajos de construcción. Se encargó de la educación de Thomas Linacre, de quien se dice que fue su alumno en Canterbury, y que ciertamente lo acompañó en su segundo viaje a Italia, una embajada en Roma entre 1485 y 1490. En 1490 y 1491 estaba ocupado con Richard Foxe , en ese momento el obispo de Exeter, en las negociaciones entre Inglaterra, Francia y Bretaña. Unos 3 años más tarde murió, exactamente el 10 de diciembre de 1494. Fue enterrado en el martyrium de Thomas Becket, en una tumba ricamente resplandeciente, en la que se inscribía un largo epitafio que narra sus embajadas en Francia y Roma.